# Chlorure de benzoyle
Le chlorure de benzoyle, aussi appelé chlorure de benzènecarbonyle, est le chlorure de l'acide benzoïque et a pour formule semi-développée C7H5COCl. C'est un liquide incolore, fumant et d'odeur irritante. Il est principalement utilisé pour la production de peroxydes organiques mais aussi dans d'autres domaines comme la production de colorants, de parfums, pharmacologique et de résines.

## Préparation
Le chlorure de benzoyle est produit du trichlorotoluène (phénylchloroforme) en utilisant soit de l'eau, soit de l'acide benzoïque:
C6H5CCl3  +  H2O   →   C6H5COCl  + 2 HCl
C6H5CCl3  +  C6H5CO2H   →   2 C6H5COCl  +  HCl
Comme d'autres chlorures d'acide, il peut être généré par réaction entre son acide parent et un agent de chloration comme le pentachlorure de phosphore (PCl5) ou le chlorure de thionyle (SOCl2).

## Réactions
Le chlorure de benzoyle est un chlorure d'acyle typique. Il réagit avec les alcools et les amines pour donner respectivement les esters et amides correspondants. Il subit les acylations de Friedel-Crafts avec des arènes pour donner les benzophénones correspondantes. Similairement, il réagit avec l'eau pour former de l'acide chlorhydrique et l'acide benzoïque:
C6H5COCl + H2O   →  C6H5CO2H + HCl
Le chlorure de benzoyle réagit avec le peroxyde de sodium pour former du peroxyde de benzoyle et du chlorure de sodium:
2 C6H5COCl + Na2O2 → (C6H5CO)2O2 + 2 NaCl